# Ben (албум)
Ben је други студијски албум америчког извођача Мајкла Џексона. Објавио га је Мотаун рекордс 4. августа 1972. године, након певачевог дебитантског соло албума, „Got to Be There“ (1972). Оба издања, Џексон је снимио као водећи члан групе Џексон 5.
Снимљене 1971. и 1972, Хал Дејвис, Корпорација, Бери Горди и др. продуцирали су албумових десет песама. Издање се бави темама као што су усамљеност, романса и људска нарав. Оригинални омот албума требало је да представи младог певача окруженог пацовима. На крају, мислећи да то може уплашити млађе слушаоце и њихове родитеље, Мотаун је уклонио пацове. Албум припада жанровима: ритам и блуз, соул и џез. Текстописци укључени у рад, били су: Валтер Шарф, Дон Блек, Мел Ларсон, Џери Марселино, Смоуки Робинсон и др.
Албум, комерцијално успешнији од свог претходника, различито је оцењен од стране савремених музичких критичара. Пласирао се међу десет најбољих у Сједињеним Америчким Државама. Интернационално, био је мање успешан, заузевши 12. место у Канади и бивајући међу 200 најбољих у Аустралији и Француској. Широм света, „Ben“ је продат у око 5 милиона копија. Са њега је објављен само један сингл, „Ben (pesma)“. „Ben“ је први Џексонов сингл који је досегао прво место топ-листе „Билборд хот 100“ и продат је у више од милион примерака. Освојио је Златни глобус и био је номинован Оскаром. Планирано је да се песма „Everybody's Somebody's Fool“ објави као други сингл али то се није десило из неразјашњених разлога. Две албумове песме су поново издате 2009. године у склопу компилације „Hello World: The Motown Solo Collection“.